# Малых, Денис Юрьевич
Денис Юрьевич Малых (13 января 1980) — российский футболист, полузащитник.

## Биография
Начинал свою взрослую карьеру в клубе высшей лиге Казахстана «Жетысу». Дебютный матч в местной элите сыграл 16 апреля 2000 года против «Жениса» (0:3). В поединке он провел 58 минут. Всего в казахстанском чемпионате Малых провел семь встреч.
Вернувшись в Россию, полузащитник несколько лет выступал за ряд сибирских клубов второго дивизиона. Завершал свою карьеру футболист в любительской команде «Янтарь» (Северск).